# Église Saint-Martin de la Riba
Pour les articles homonymes, voir église Saint-Martin.
L'église Sainte-Martin de la Riba (catalan : Sant Marti de la Riba) est une église romane située à Saint-Féliu-d'Avall, dans le département français des Pyrénées-Orientales.